# Booker T. Jones

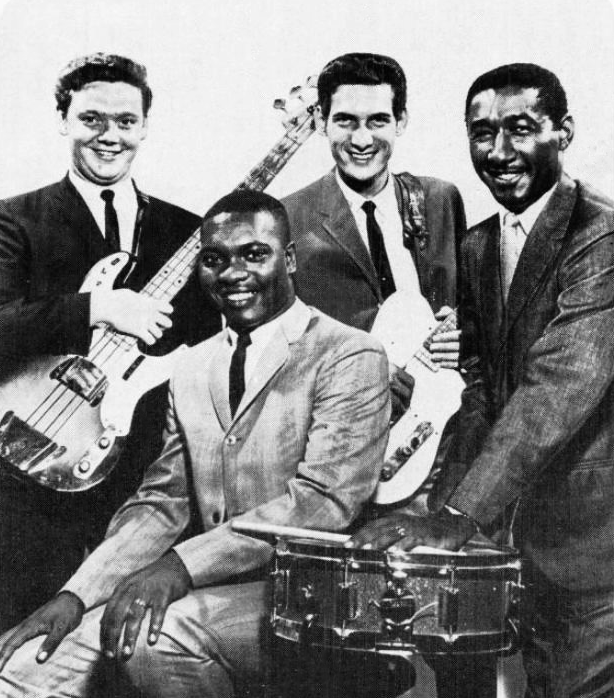
Booker T. & the M.G.’s – od lewej: Donald „Duck” Dunn (gitara basowa), Booker T., Steve Cropper (gitara) i Al Jackson jr. (perkusja)

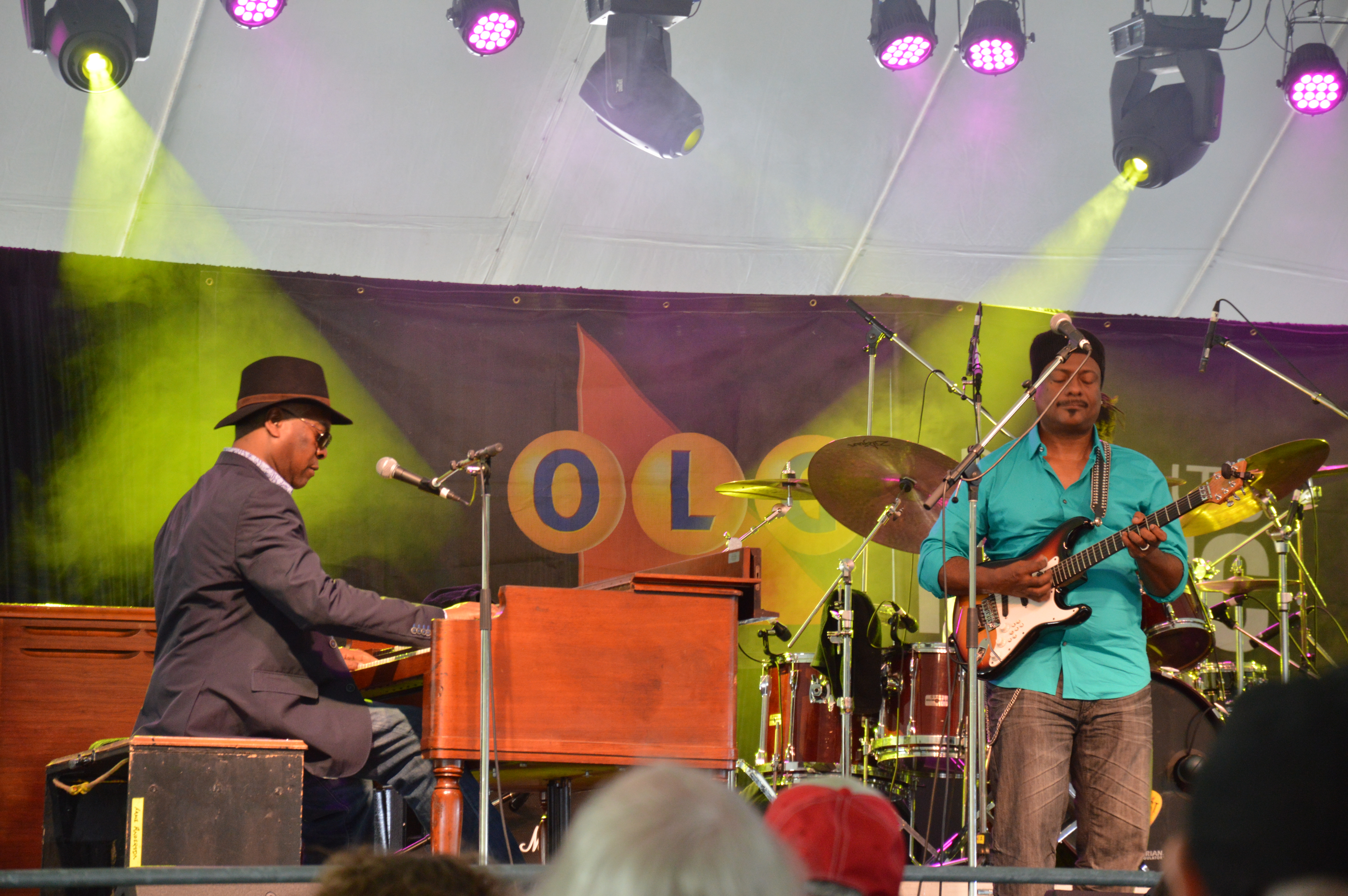
Booker T. Jones na festiwalu bluesowym w kanadyjskim Kitchener, 2013

Booker Taliaferro Jones jr. (ur. 12 listopada 1944 w Memphis) – afroamerykański muzyk rhythmandbluesowy, soulowy, keyboardzista, gitarzysta, kompozytor, aranżer i producent płytowy. Lider zespołu Booker T. & the M.G.’s. Laureat Grammy Lifetime Achievement Award 2007.

## Życiorys
Nosił imiona po ojcu – Bookerze T. seniorze, któremu imiona nadano na cześć nauczyciela, oratora i przywódcy społeczności afroamerykańskiej – Bookera T. Washingtona. Jones senior również był nauczycielem. Uczył nauk ścisłych w Memphis High School, zapewniając rodzinie stabilny poziom życia niższej klasy średniej.
Dzięki wrodzonemu talentowi muzycznemu oraz zachętom i pomocy rodziców bardzo wcześnie zaczął grać na wielu instrumentach: oboju, saksofonie, puzonie i fortepianie. Grał też na organach w kościele. Wszystkie instrumenty opanował w stopniu co najmniej biegłym.
Uczęszczał do szkoły średniej im. Bookera T. Washingtona (Booker T. Washington High School), do której wcześniej chodził słynny wokalista R&B Rufus Thomas. W szkole przyjaźnił się z grupką przyszłych sławnych postaci show biznesu: Davidem Porterem (wokalista, twórca piosenek, współpracownik Isaaca Hayesa), Andrew Lovem (saksofonista grupy The Memphis Horns), Williamem Bellem (wokalista twórca piosenek) oraz Maurice’em White’em (wokalista grupy Earth, Wind & Fire, twórca piosenek). Wśród owych talentów, Jones był uważany za najbardziej uzdolnionego i to jemu powierzono prowadzenie przez cztery lata szkolnej orkiestry, która grała do tańca m.in. na balach maturalnych w Memphis oraz występowała na całym Środkowym Zachodzie.
Choć już wcześniej występował publicznie – w kościele, z orkiestrą szkolną oraz zespołami R&B w lokalnych klubach nocnych – jako muzyk zawodowy zadebiutował w wieku szesnastu lat. W 1960, zaangażowany przez miejscową wytwórnię Satellite (późniejszą Stax, zagrał na saksofonie barytonowym w jej pierwszym przeboju Cause I Love You. Piosenkę zaśpiewali: Rufus Thomas i jego córka Carla. Od tego czasu był sidemanem w Staksie. W tym okresie również Willie Mitchell, muzyk i producent płytowy, zatrudnił go w swoim zespole. Początkowo grał na saksofonie, a później na kontrabasie. Wtedy poznał perkusistę Ala Jacksona, którego zarekomendował Staksowi. Jednocześnie utworzył grupę z Maurice’em White’em i Davidem Porterem, który grał w niej na gitarze elektrycznej. On sam natomiast grał już głównie na organach Hammonda. Ci młodzi muzycy w znacznym stopniu przyczynili się do powstania „brzmienia Memphis”.
Jeszcze w sklepie płytowym wytwórni Satellite poznał, pracującego w niej urzędnika – Steve’a Croppera, który w 1962 został gitarzystą formowanej przez niego grupy Booker T. & the M.G.’s. W oryginalnym składzie znaleźli się także gitarzysta basowy Lewie Steinberg i ww. perkusista Al Jackson. Już w roku powstania zespołu (w czerwcu) ukazał się największy przebój Bookera T. – Green Onions, który skomponował mając siedemnaście lat. Utwór trafił na pierwsze miejsce listy bestsellerów R&B tygodnika „Billboard” i osiągnął trzecią pozycję w zestawieniu Hot 100. Początkowo grał z M.G.’s tylko w weekendy i wakacje, ponieważ kontynuował edukację na Indiana University w zakresie teorii muzyki i harnonii. Podczas studiów w Indianie ożenił się z koleżanką z uczelni – Wilette „Gigi” z d. Armstrong, z którą miał syna – Bookera T. III (1964–2014). Kiedy przyjeżdżał do Memphis, w wolnych chwilach nadal pracował jako sideman w swojej macierzystej wytwórni.
Pod koniec lat 60. Booker T. & the M.G.’s byli już grupą znaną na całym świecie, mając na koncie kolejne przeboje: Hip Hug-Her, Soul Limbo i Time is Tight. Jej popularność umocniły głośne występy na żywo, takie jak europejska trasa ze Stax/Volt Revue oraz słynny koncert z Otisem Reddingiem na Monterey Pop Festival w 1967. On sam zaś zyskał sławę jako utalentowany twórca piosenek. Napisał (niekiedy wspólnie) szereg utworów dla znanych wykonawców, które z czasem zyskały miano „klasyków”. Były to takie piosenki, jak I’ve Never Found a Girl (To Love Me Like You Do) dla Eddiego Floyda, I Love You More Than Words Can Say dla Otisa Reddinga i Born Under a Bad Sign dla Alberta Kinga (piosenkę wykonywała również supergrupa Cream).
W 1969 był już rozwiedziony i poślubił wokalistkę Priscillę Coolidge, starszą siostrę piosenkarki Rity. Rok później wyprodukował pierwszy album żony – Gypsy Queen. Małżonkowie nagrali jeszcze płyty: Booker T. & Priscilla i Home Grown {1972), oraz Chronicles (1973). W 1979 wyprodukował jej ostatni album – Flying oraz się z nią rozwiódł.
Mimo sukcesów The M.G.’s, w 1970 podjął decyzję o rozstaniu z zespołem i przeprowadzce do Kalifornii, uważając że wytwórnia Stax od pewnego czasu bardziej traktuje go jako dyrektora, na dodatek niemającego prawa podejmowania decyzji, niż muzyka. Nagraliśmy „Time is Tight” – wspominał po latach – więc nadszedł czas. Czas, żeby poznać swoje większe „ja”. Ponadto wyjeżdżając z Memphis mogłem zajmować się innymi stylami muzyki niż to, co robiłem w Staksie. Mieszkając w Los Angeles, pracował jako wzięty muzyk sesyjny, wzbogacając swoim talentem produkcje Boba Dylana, Stephena Stillsa, Rity Coolidge, Krisa Kristoffersona, Williego Nelsona i Neila Younga. Jako aranżer i producent w A&M Records kierował realizacją bestsellerowego, debiutanckiego albumu Billa Withersa Just as I Am, na którym znalazły się przeboje Ain’t No Sunshine i Grandma’s Hands. Na wydanej w 1971 płycie grał też na instrumentach klawiszowych i gitarze. W 1975 razem z The M.G.s podjął pracę nad albumem „pojednania”, która jednak została przerwana wskutek zabójstwa Ala Jacksona. Ostatecznie płyta, pt. Universal Language, została ukończona z perkusistą Williem Hallem i ukazała się w 1977. Następnie grupa ponownie się rozstała.
W latach 80. dużo nagrywał i nadal występował, m.in. z Rayem Charlesem. W 1985 poślubił Nanine Warhurst. Ma z nią troje dzieci: syna – Teddy’ego i dwie córki – Cicely i Olivię (została później jego menadżerką}.
Za swoje dokonania był wielokrotnie nagradzany. Zdobył trzy nagrody Grammy i otrzymał honorowy doktorat. W 1992 grupa Booker T. & the M.G.’s została wprowadzona przez byłego współwłaściciela Stax Records, Jima Stewarta, do Panteonu Sław Rock and Rolla (Rock & Roll Hall of Fame}, mieszczącego się w muzeum R&R w Cleveland. Zespół zagrał tam porywający koncert, w którym wystąpili także gitarzyści The Edge (U2), Keith Richards (The Rolling Stones) oraz Neil Young.
1 września 2017 wystąpił w Londynie w Royal Albert Hall na festiwalu BBC Proms. Dał koncert z towarzyszeniem Rhythm and Blues Orchestra Joolsa Hollanda z okazji 50. rocznicy powstania firmy Stax. Wzięli w nim udział także Steve Cropper, Sam Moore, William Bell, Beverley Knight, Ruby Turner, James Morrison i Tom Jones.
W 2019 ukazała się jego autobiografia pt. Time Is Tight – My Life, Note by Note. Wydała ją oficyna Back Bay Books (ISBN 978-0316485593). Bob Dylan tak ją zrecenzował: Zawsze będzie znany jako Booker T. z Booker T. & the M.G’s. Ta książka jednak ujawnia o wiele więcej o tym człowieku.

## Artyści, z którymi nagrywał
William Bell, Matt Berninger, Natalie Cole, Priscilla Colidge, Rita Coolidge, Shawn Colvin, Sheryl Crow, Rodney Crowell, Taylor Dayne, Drive-By Truckers, Bob Dylan, Eddie Floyd, Richie Havens, Levon Helm, John Lee Hooker, Hozier, Elton John, Albert King, Kris Kristofferson, The Mar-Keys, Willie Nelson, Steve Perry, Otis Redding, LeAnn Rimes, Linda Ronstadt, Leon Russell, Carlos Santana, Boz Scaggs, Rod Stewart, Stephen Stills, Bill Withers, Neil Young

## Wybrana dyskografia
- 1962 Green Onions – Booker T. & the M.G.’s (Stax)
- 1965 Soul Dressing – Booker T. & the M.G.’s (Stax)
- 1966
  - And Now! – Booker T. & the MG's (Stax)
  - Booker T. & The MG's – In the Christmas Spirit (Stax)
- 1967 Back to Back – The Mar-Keys and Booker T. & the M.G.'s (Stax)
- 1968
  - Doin' Our Thing (Stax)
  - Booker T. & The M.G.'s – Soul Limbo (Stax)
  - The Best Of Booker T. & The MG's (Atlantic)
- 1969
  - Up Tight – Music from the Score of the Motion Picture – Booker T. & The MG’s (Stax)
  - The Booker T. Set – Booker T. & The MG’s (Stax)
- 1970
  - Booker T. & The M.G.'s – Melting Pot (Stax)
  - McLemore Avenue – Booker T. & The M.G.’s (Stax)
- 1972
  - Booker T. & Priscilla (A&M)
  - Booker T. & Priscilla – Home Grown (A&M)
- 1973 Booker T. & Priscilla – Chronicles (A&M)
- 1974 Booker T – Evergreen (Epic)
- 1977 Booker T. & the MG's – Universal Language (Asylum)
- 1978 Booker T. Jones – Try and Love Again (A&M)
- 1980 Booker T. Jones – Cookie (A&M)
- 1981 I Want You – Booker T. (A&M)
- 1989 Booker T. Jones – The Runaway (MCA)
- 1994
  - Booker T. & the MG’s – That's the Way It Should Be (Columbia)
  - Booker T. & the MG’s – Crusin’ (Columbia) – singel
- 2009 Booker T. – Potato Hole (Anti)
- 2011 Booker T. Jones – The Road from Memphis (Anti)
- 2013 Booker T – Sound the Alarm (Concord Records)
- 2019 Note by Note (Edith Street Records)

Zestawienie wg dat wydania płyt

## Nagrody i wyróżnienia
- 1967 Nominacja do Nagrody Grammy w kategorii „Najlepszy Rhythmandbluesowey Występ Grupowy, Wokalny lub Instrumeentalny” („Best Rhythm & Blues Group Performance, Vocal or Instrumental”) za utwór Hip Hug–Her[10]
- 1992 Wprowadzenie Booker T. & the M.G.’s do The Rock and Roll Hall of Fame
- 1994 Nagroda Grammy w kategorii „Najlepszy Instrumentalny Występ Pop” („Best Pop Instrumental Performance”) za utwór Crusin’[10]
- 1995 Nominacja do Nagrody Grammy w kategorii „Najlepszy Rhythmandbluesowey Występ Duetu lub Grupy z Wokalem” („Best R&B Performance by a Duo or Group with Vocal”) za utwór A Change Is Gonna Come – wspólnie z Terencem Trentem D’Arbym
- 2007 Nagroda Grammy za Całokształt Osiągnięć (Grammy Lifetime Achievement Award)
- 2008 Wprowadzenie Booker T. & the M.G.’s do Musicians Hall of Fame and Museum w Nashville
- 2009
  - Nagroda Grammy w kategorii „Instrumentalny Album Pop” („Pop Instrumental Album”) za płytę Potato Hole[10]
  - Nominacja do Nagrody Grammy w kategorii „Najlepszy Instrumentalny Występ Rockowy” („Best Rock Instrumental Performance”) za utwór Warped Sister[10]
- 2011 Nagroda Grammy w kategorii „Instrumentalny Album Pop” („Pop Instrumental Album”) za płytę The Road from Memphis[10]
- 2012 Doktorat honoris causa przyznany przez The Indiana University Jacobs School of Music

## Uwaga
1. ↑  Rob Bowman (ur. 1956) jest kanadyjskim etnomuzykologiem, wykładowcą akademickim, publicystą muzycznym i laureatem Nagrody Grammy.